# Пътеводителка
Одиги́трия (на гръцки: Οδηγητρια – Показваща пътя), Пътеводителка е един от основните типове изображения в православната иконография на Богородица с младенеца Христос, който тип икона според християнски предания е нарисувана за пръв път от Лука.

## Описание
При този тип икони младенецът Христос седи на ръцете на Богородица и с дясната си ръка благославя, а в лявата държи свитък или книга, което съответства на иконографския тип Христос Пантократор. По правило Богородица е в допоясно изображение, но са известни и по-съкратени варианти („Казанската Богородица“) или изображения в цял ръст.
Одигитрия се отличава от близкия тип изображение Елеуса по отношението на Мария и Младенеца: център на композицията е не безграничната любов, а Божият син Христос, изобразен фронтално. Богородица също е изобразена фронтално (или с лек наклон на главата), и сочи с ръка към Иисус.
От догматична гледна точка основен смисъл на този образ е явяването на света на „небесния цар и съдия“ и поклонение пред Божия син.

## История
Според преданията първата Одигитрия (Влахернската икона) е нарисувана от евангелиста Св.Лука и е донесена от светите земи във Византия от Евдокия, съпруга на византийския император Теодосий II (408 – 450) в средата на V век, където е поставена във Влахернския храм, а според други извори – в храма на манастира „Панагия Одигитрия“, откъдето и произлиза названието ѝ. Иконата става закрилница на Константинопол.
Този тип богородични икони получава широко разпространение в целия християнски свят и особено във Византия и Русия.
Известни икони от този тип са Смоленската, Казанската, Грузинската, Иверската, Ченстоховската Богородици.

## Галерия
- Казанската Богородица
- Смоленската Богородица, худ. Дионисии, 1482 г.
- Богородица Перивлепта, Византия, XIV век
- Влахернската Богородица, ХV век
- Одигитрия, Полша, ХVІ век